# Prophet of the Last Eclipse
Albums de Luca Turilli
King of the Nordic Twilight (EP) The Infinite Wonders of Creation (EP)
Prophet of the Last Eclipse est le second album solo du guitariste italien Luca Turilli, guitariste dans le groupe Rhapsody of Fire. Cet album est identifiable grâce à l'utilisation de sons plus électroniques, à l'instar de platines, sur plusieurs pistes. À l'inverse de l'univers médiéval-fantastique familier à Turilli ou à Rhapsody of Fire, il s'agit d'un album dont l'histoire est centrée sur la science-fiction.

## Titres
1. Aenigma (1:58)
2. War of the Universe (4:18)
3. Rider of the Astral Fire (5:12)
4. Zaephyr Skies' Theme (3:19)
5. The Age of Mystic Ice (4:54)
6. Prince of the Starlight (5:14)
7. Timeless Oceans (4:18)
8. Demonheart (5:09)
9. New Century's Tarantella (5:15)
10. Prophet of the Last Eclipse (11:49)

## Titres bonus de l'édition limitée
1. Dark Comet's Reign (4:43)
2. Demonheart (ft. André Matos) (5:02)
3. Caprice in a Minor [Uniquement sur vinyle] (2:29)
4. Autumn's Last Whisper [Uniquement sur vinyle] (2:37)